# Timblón
Timblón är en udde i Antarktis. Den ligger i Sydshetlandsöarna. Argentina, Chile och Storbritannien gör anspråk på området.
Terrängen inåt land är platt åt sydost, men åt sydväst är den kuperad. Havet är nära Timblón norrut. Trakten är obefolkad. Det finns inga samhällen i närheten. 